# Sedum nuttalianum
Sedum nuttalianum är en fetbladsväxtart som beskrevs av Constantine Samuel Rafinesque. Sedum nuttalianum ingår i Fetknoppssläktet som ingår i familjen fetbladsväxter. Inga underarter finns listade i Catalogue of Life.